# Assembleia Nacional da Coreia do Sul
A Assembleia Nacional da República da Coreia (coreano: 대한민국 국회, Daehan-min-guk Gukhoe) é o poder legislativo unicameral da República da Coreia, juntamente com o Executivo e o Judiciário da República da Coreia, constituem o Governo da República da Coreia. As eleições para a Assembleia Nacional são realizadas a cada quatro anos. As últimas eleições legislativas foram realizadas em 15 de abril de 2020. A Assembleia Nacional tem 300 assentos, com 253 assentos de circunscrição e 47 assentos de representação proporcional; 30 dos assentos de RP são atribuídos em sistema de membros adicionais, enquanto 17 assentos de PR usam o método de votação paralela. Está localizada em Seul, capital da Coreia do Sul.
Originalmente, a Constituição da Coreia era unicameral, e a segunda Constituição, que foi promulgada como um trecho e emendada em 1952, foi promulgada para consistir na Câmara dos Representantes e na Câmara dos Conselheiros, mas devido ao atraso na composição da Câmara dos Conselheiros, só foi formada na Segunda República que foi formada como um sistema bicameral. No entanto, um ano depois, em 1961, foi extinta devido ao golpe militar de 16 de maio. A partir de 1963, a Assembleia Nacional foi revivida sob a constituição da Terceira República, mas foi alterada de bicameral para unicameral como é agora.
A sessão ordinária da Assembleia Nacional é realizada em 1º de setembro de cada ano, e as sessões ordinárias e extraordinárias são realizadas no prazo de 100 dias. Durante este período, as questões políticas tendem a se espalhar através dos meios de comunicação.
A assembleia unicameral consiste em pelo menos 200 membros de acordo com a constituição sul-coreana. Em 1990, a assembleia tinha 299 assentos, 224 dos quais foram eleitos diretamente de distritos uninominais, nas eleições gerais de abril de 1988. De acordo com as leis aplicáveis, os setenta e cinco representantes restantes foram eleitos a partir de listas partidárias. Por lei, os candidatos à eleição para a assembleia devém ter pelo menos trinta anos. Como parte de um compromisso político em 1987, uma exigência anterior de que os candidatos tivessem pelo menos cinco anos de residência contínua no país foi abandonada para permitir que Kim Dae-jung, que havia passado vários anos no exílio no Japão e nos Estados Unidos durante a década de 1980, retornasse à vida política. O mandato da Assembleia Nacional é de quatro anos. Em uma mudança da mais autoritária Quarta República e da Quinta República (1972 – 1980 e 1980 – 1987, respectivamente), sob a Sexta República, a assembleia não pode ser dissolvida pelo presidente.

## Composição atual
| ▌Democrático                                                                     | Park Hong-keun    | 169 |  | 56.5%  |
| ▌Poder Popular                                                                   | Kweon Seong-dong  | 115 |  | 38.5%  |
| ▌Justiça                                                                         | ▌Justiça          | 6   |  | 2.0%   |
| ▌Renda Básica                                                                    | ▌Renda Básica     | 1   |  | 0.3%   |
| ▌Transição Coreia                                                                | ▌Transição Coreia | 1   |  | 0.3%   |
| ▌Independentes                                                                   | ▌Independentes    | 7   |  | 2.3%   |
| Total                                                                            | Total             | 299 |  | 100.0% |
| Anotações: 1. Os grupos de negociação podem ser formados por 20 ou mais membros. |                   |     |  |        |

## Estrutura e nomeação

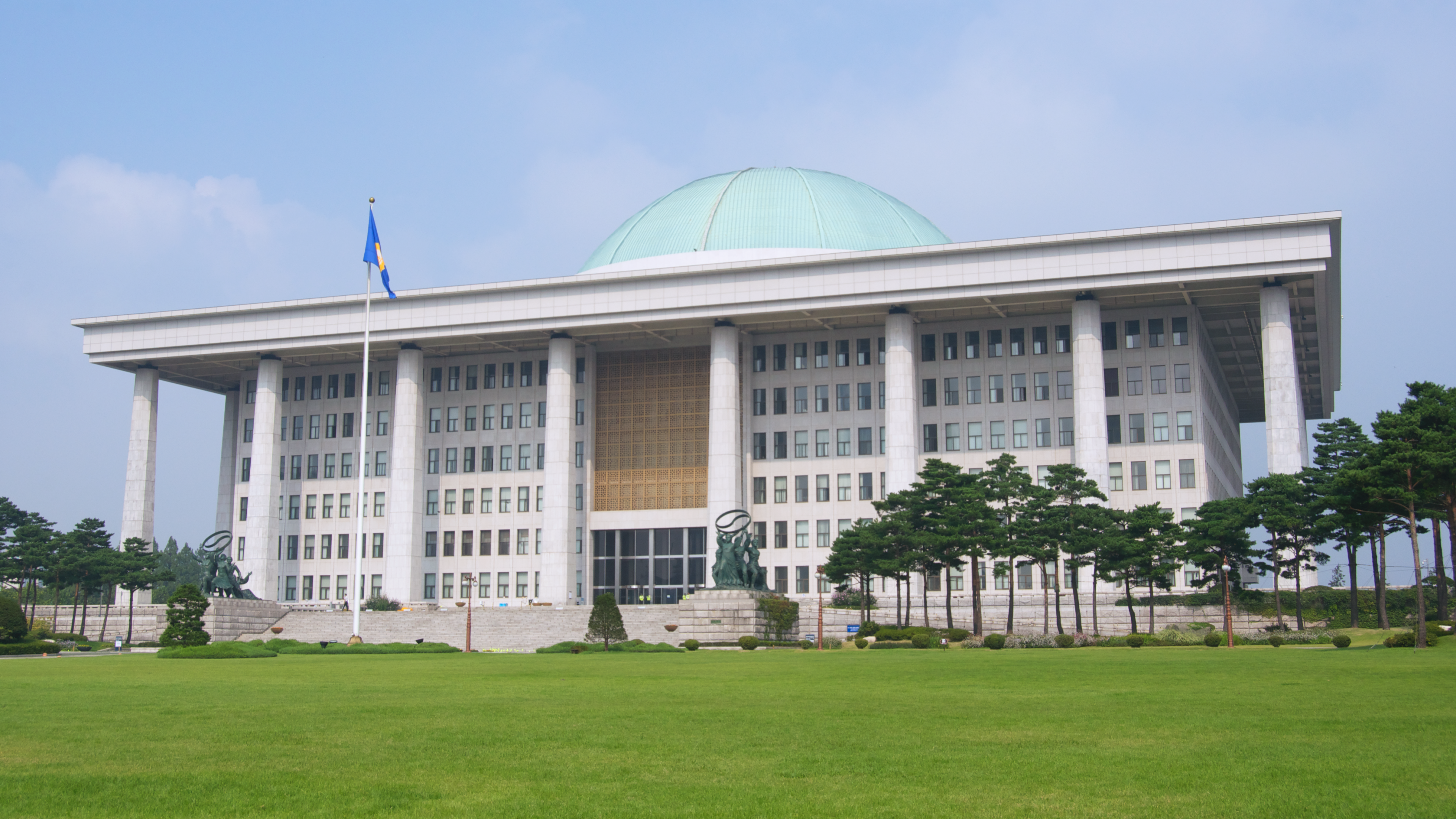
O edifício da Assembleia Nacional em Seul

### Funcionamento da Assembleia Nacional
Ao contrário dos parlamentos dos Estados Unidos e do Reino Unido, que são realizados todos os dias, exceto nos feriados do ano, a Assembleia Nacional da Coreia é realizada em sessões regulares e extraordinárias. Durante a Constituição Yushin, foi estipulado que a Assembleia Nacional só poderia ser realizada um máximo de 150 dias por ano (Artigo 82). Sob o sistema atual, o limite do número de dias por ano foi abolido para que a Assembleia Nacional pudesse ser realizada todos os dias, mas no caso da 16ª Assembleia Nacional, nenhuma sessão plenária foi realizada e houve cinco Assembleias Nacionais extraordinárias. Por outras palavras, não se realizou qualquer sessão plenária durante cinco meses.
Por outro lado, o Congresso dos EUA tem um mandato de dois anos, sendo o primeiro ano chamado de primeira sessão e o segundo ano de segunda sessão. Não há distinção entre reuniões ordinárias e extraordinárias. O presidente também não convoca uma reunião extraordinária. Após um mandato de dois anos, todos os membros da Câmara dos Representantes e um terço do Senado são substituídos por eleições em fases. Uma vez que eles estão em sessão durante todo o ano e têm privilégios de não-prisão durante as sessões, na verdade, os membros têm privilégios de não-prisão durante todo o seu mandato. Os Estados Unidos, Reino Unido, Alemanha, Países Baixos, Itália e Luxemburgo adotaram o sistema de sessões anuais.
Artigo 47.º da Constituição
1. O período ordinário de sessões da Assembleia Nacional realiza-se uma vez por ano nos termos da lei, e a sessão extraordinária da Assembleia Nacional reúne-se a pedido do Presidente da República ou pelo menos de um quarto dos membros da Assembleia Nacional.
§ 2º As sessões do período ordinário de sessões não poderão exceder 100 dias, e as sessões da sessão extraordinária não poderão exceder 30 dias.
3. Quando o Presidente solicitar uma reunião extraordinária, especificará o prazo e o motivo do pedido de reunião.
- Ocasião Regular

Começa em 1º de setembro de cada ano (ou no dia seguinte, se esse dia for feriado nacional), as sessões são dentro de 100 dias.
- Reuniões Extraordinárias

O Presidente da República ou mais de um quarto dos membros em exercício da Assembleia Nacional abrem quando solicitado, ou quando mais de um quarto dos membros em exercício exigem uma investigação nacional. A sessão é dentro de 30 dias.

### Speaker

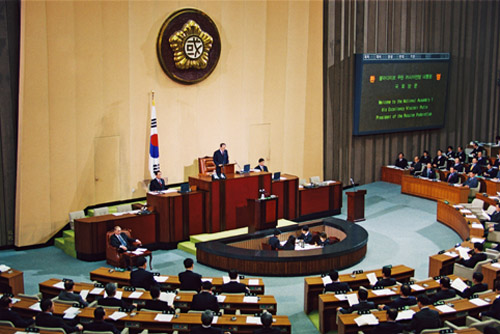
Presidente russo Vladimir Putin na Assembleia Nacional da Coreia do Sul em 2001

A constituição estipula que a assembleia é presidida por um presidente e dois vice-presidentes, que são responsáveis por acelerar o processo legislativo. O Presidente e os Vice-Presidentes são eleitos por escrutínio secreto pelos membros da Assembleia, e o seu mandato é limitado a dois anos. O Presidente é independente da afiliação partidária, e o Presidente e os Vice-Presidentes não podem ser simultaneamente ministros do governo.

## Poderes da Assembleia Nacional

### Legislação e emenda
Uma vez que o poder legislativo pertence à Assembleia Nacional (artigo 40.º), o poder de promulgar e alterar leis pertence aos poderes mais essenciais da Assembleia Nacional.
- Submissão de Legislação

A legislação pode ser apresentada pelos deputados e pelo governo (artigo 52.º). Para que um membro da Assembleia Nacional apresente um projeto de lei, deve haver pelo menos 10 votos a favor (artigo 79.º, n.º 1, da Lei da Assembleia Nacional). Quando o governo apresenta um projeto de lei, ele deve passar pelas deliberações do Conselho de Estado (art. 89, § 3º).
- Deliberações e resoluções sobre legislação

A Assembleia Nacional analisa e vota a legislação. O Presidente da Assembleia Nacional apresentará um relatório à sessão plenária da proposta de legislação, remetê-la-á à comissão permanente competente, procederá à sua análise e remetê-la-á à sessão plenária (n.º 1 do artigo 81.º da Lei da Assembleia Nacional). Os resultados da análise aqui contida não podem ser remetidos à sessão plenária e, se houver um pedido de mais de 30 membros no prazo de sete dias a contar da data em que a decisão da comissão é comunicada à sessão plenária, excluindo o período de suspensão ou adiamento, a proposta será remetida à sessão plenária (artigo 87.º, n.º 1, da Lei da Assembleia Nacional) e, na falta de tal pedido, a proposta será eliminada (artigo 2).
Em sessão plenária, a votação de um projeto de lei é aprovada pela presença da maioria dos membros presentes e pelo voto da maioria dos membros presentes.
- Assinatura e promulgação

A legislação aprovada pela Assembleia Nacional e enviada ao governo deve ser assinada e promulgada pelo Presidente no prazo de 15 dias (art. 53, parágrafo 1) e, salvo disposição em contrário, produz efeitos 20 dias após a data de promulgação. No entanto, se houver uma objeção à lei proposta, o Presidente pode devolvê-la à Assembleia Nacional com uma carta de objeção e solicitar a sua reconsideração. Em consequência da reeleição, se a maioria dos membros em exercício estiver presente e for feita uma votação de pelo menos dois terços dos membros presentes, a proposta de lei será confirmada como lei (art. 2º, § 4º). Caso contrário, o projeto é revogado, o que é chamado de veto do presidente ao projeto, e o presidente não pode vetar parte ou alterá-lo (artigo 3.º).

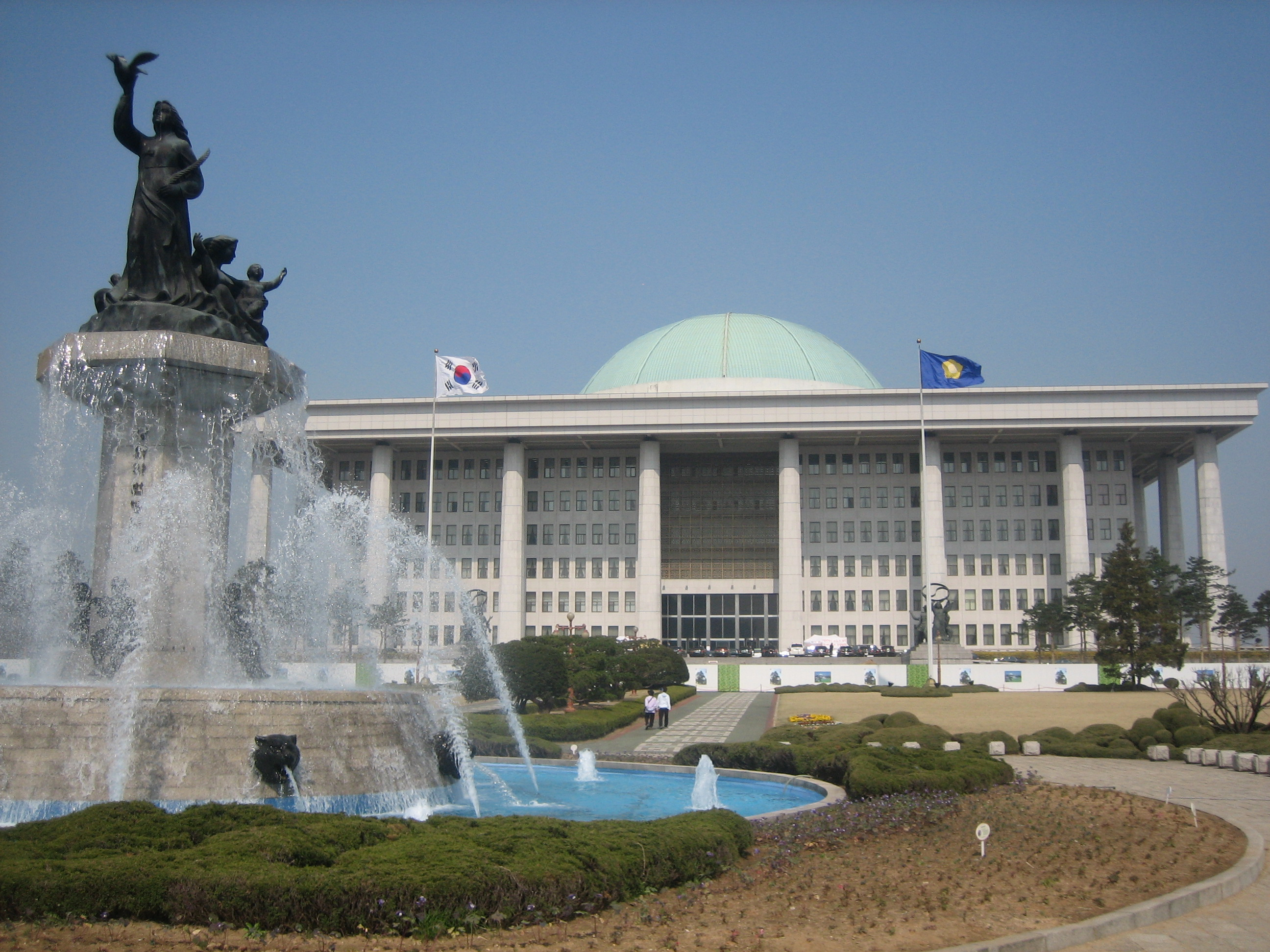
Uma vista do edifício da Assembleia Nacional

### Poderes de emenda constitucional
A Assembleia Nacional pode apresentar alterações constitucionais por iniciativa da maioria dos membros em exercício (Artigo 128 § 1º), sendo que as propostas presidenciais e parlamentares serão votadas por maioria de dois terços dos membros titulares (Artigo 130 § 1º) e submetidas a referendo no prazo de 30 dias (Artigo 130 § 2º).

### Direito de consentimento para a conclusão e ratificação de tratados
Os tratados celebrados e promulgados em conformidade com a Constituição e com o direito internacional geralmente aceites têm o mesmo efeito que o direito interno (art. 6º § 1º). Assim, a Constituição reconhece o direito da Assembleia Nacional de consentir em tratados importantes (art. 60, § 1º).

### Autoridade financeira
A Constituição da República da Coreia adota o princípio da reconciliação fiscal, que afirma que a receita e a apropriação das despesas estatais necessárias para a sobrevivência do Estado têm um grande impacto sobre o povo e devem ser exercidas com base em uma resolução da Assembleia Nacional.

### Legalismo tributário
Em princípio, a imposição de impostos deve estar de acordo com a lei, e as categorias e taxas de tributação são determinadas por lei (Artigo 59).

### Deliberações orçamentárias
O governo deve preparar um orçamento para cada ano fiscal e submetê-lo à Assembleia Nacional 90 dias antes do início do ano fiscal, e a Assembleia Nacional deve votá-lo o mais tardar 30 dias antes do início do ano fiscal (Art. 54 § 2º).
A Assembleia Nacional tem o direito de alterar o orçamento do governo nas deliberações do orçamento, mas, em princípio, esse poder de emenda é limitado à redução do montante total ou à supressão do orçamento para cada item do orçamento de despesas, e o aumento do montante de dinheiro ou o estabelecimento de novos fundos para cada seção do orçamento de despesas só pode ser feito com o consentimento do governo (Artigo 57).

### Resolução preliminar do orçamento e autoridade de aprovação de despesas
A reserva deve ser aprovada pela Assembleia Nacional no seu agregado, e as despesas devem ser aprovadas pela próxima Assembleia Nacional (Artigo 55 § 2º).

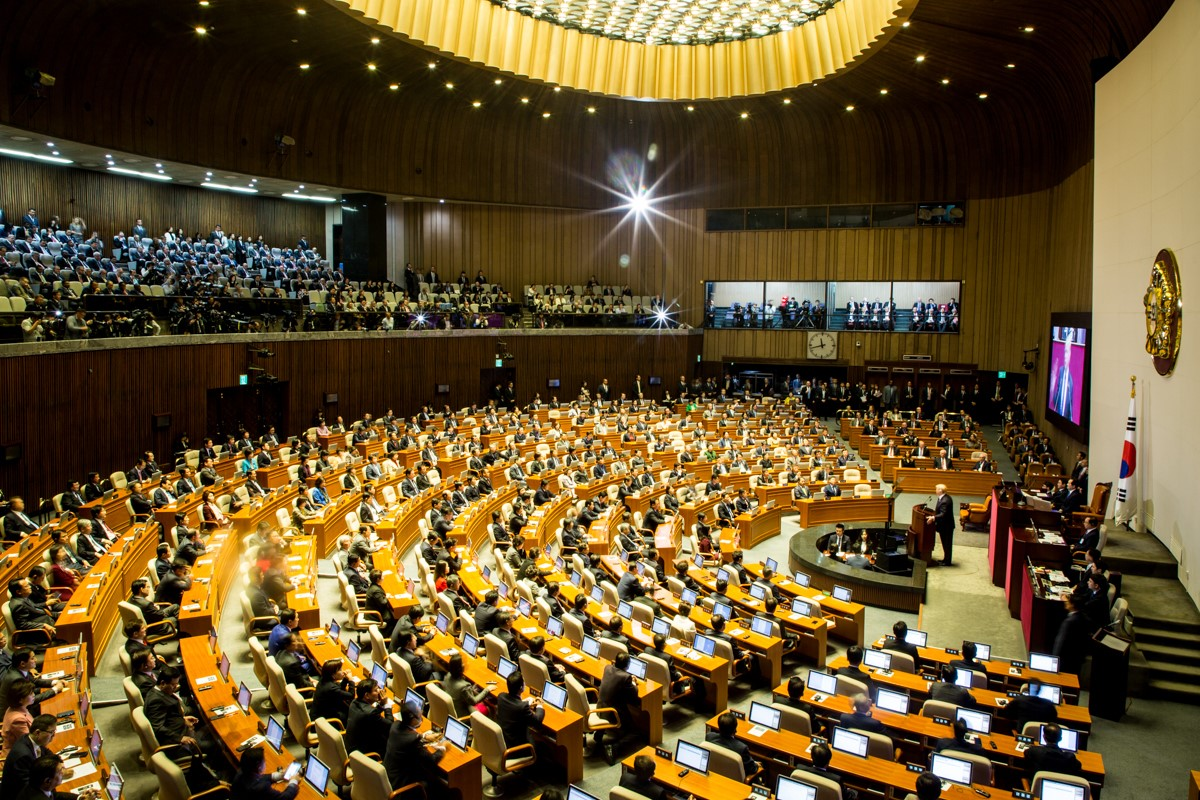
Presidente norte-americano Donald Trump discursa na Assembleia Nacional da Coreia do Sul em 2017

### Direito de Consentimento
O governo deve obter o consentimento da Assembleia Nacional com antecedência ao levantar títulos do governo (Artigo 58).
O consentimento da Assembleia Nacional para a dívida nacional pode ser obtido em geral para o orçamento anual total, sem obter o consentimento de cada contribuição.

### O direito de consentir em contratos que serão um ônus do estado fora do orçamento
Ao celebrar um contrato que será um encargo para o Estado, além do orçamento, o consentimento da Assembleia Nacional deve ser obtido antecipadamente (Artigo 58).
Um contrato que será suportado pelo Estado para além do orçamento é um contrato em que o Estado tem uma dívida contínua durante o período de um exercício fiscal.

### Direito de rever o acordo
O Auditor-Geral inspecciona anualmente as contas das receitas e das dotações e comunica os resultados ao Presidente e à Assembleia Nacional relativos ao exercício seguinte (Artigo 99).
Pretende-se examinar as contas que são o resultado da execução do orçamento aprovado pela Assembleia Nacional, para que a autoridade da Assembleia Nacional em matéria de finanças seja eficaz.

### Poderes relativos a assuntos gerais de estado
A Assembleia Nacional tem amplos poderes para monitorar e criticar o governo em relação aos assuntos gerais do Estado, que é chamado de poder de controlar ou controlar o governo.
Os poderes da Assembleia Nacional em matéria de assuntos gerais de Estado incluem o direito de consentir com a nomeação ao nomear o Primeiro-Ministro (art. 86 § 1º), o direito de exigir a presença do Primeiro-Ministro e do Conselheiro de Estado e o direito de fazer perguntas (art. 62, parágrafo 2º), o direito de recomendar a demissão do Primeiro-Ministro e dos Conselheiros de Estado (artigo 63.º, n.ºs 1 e 2), o direito de aprovar ordens financeiras e económicas de emergência e ordens de emergência após o facto (art. 76 § 3º), o direito de exigir o levantamento da lei marcial (art. 77 § 5º), o direito de consentir com a declaração de guerra e o envio das Forças Armadas para o estrangeiro e o fornecimento de tropas estrangeiras (art. 60 § 2º), e o direito de auditar os assuntos do Estado. O poder de investigação (artigo 61) e o poder de impeachment (artigo 65).

### Grupos de negociação
Os partidos que detêm pelo menos 20 assentos na assembleia formam grupos de negociação (coreano: 교섭단체, Hanja: 交涉團體, RR: gyoseop danche), que têm direito a uma variedade de direitos que são negados a partidos menores. Estes incluem uma maior quantidade de financiamento estatal e participação nas cúpulas de líderes que determinam a agenda legislativa da assembleia. O objetivo do sistema de grupos de negociação é integrar e coordenar a vontade dos legisladores pertencentes a um determinado partido político na Assembleia Nacional com antecedência, para que possa servir como uma janela para negociações entre partidos políticos. No entanto, há também a desvantagem de impedir que os partidos minoritários expressem suas opiniões.
Exemplos de grupos de negociação que não são formados como um único partido político incluem:
Em 1963, na 6ª Assembleia Nacional, o Partido Democrata com 13 assentos, o Partido Liberal Democrata com 9 assentos e o Kuomintang (Partido Popular de 1963) com 2 assentos formaram um grupo de negociação conjunto, a Assembleia dos Três Povos.
Em 2001, na 16ª Assembleia Nacional, para cumprir o quórum, os Liberais Democratas Unidos, que então detinham 17 assentos, organizaram "alugar" três legisladores do Partido Democrático do Milênio. Os legisladores retornaram ao MDP após o colapso da coalizão ULD-MDP em setembro de 2001.
Em 2008, na 18ª Assembleia Nacional, o Partido Liberal Progressista com 18 assentos e o Partido da Criação da Coreia com 3 assentos formaram um grupo de negociação conjunto, o Sunjin and Creation Group.
Na 20ª Assembleia Nacional, em 2018, o Partido da Paz Democrática, com 14 assentos, e o Partido da Justiça, com 6 assentos, formaram um grupo de negociação conjunto, o Grupo Parlamentar para a Paz e a Justiça.
Em 2020, na 20ª Assembleia Nacional, 18 assentos do Partido Democrático Popular e quatro independentes formaram um grupo de negociação conjunto, o Grupo Parlamentar de Unidade Democrática.

### Processo legislativo
Para apresentar um projeto de lei, um legislador deve apresentar a iniciativa ao presidente com as assinaturas de pelo menos dez outros membros da assembleia. O projeto de lei deve então ser editado por um comitê para garantir que o projeto de lei contenha linguagem correta e sistemática. Pode então ser aprovado ou rejeitado pela Assembleia.

### Comitês

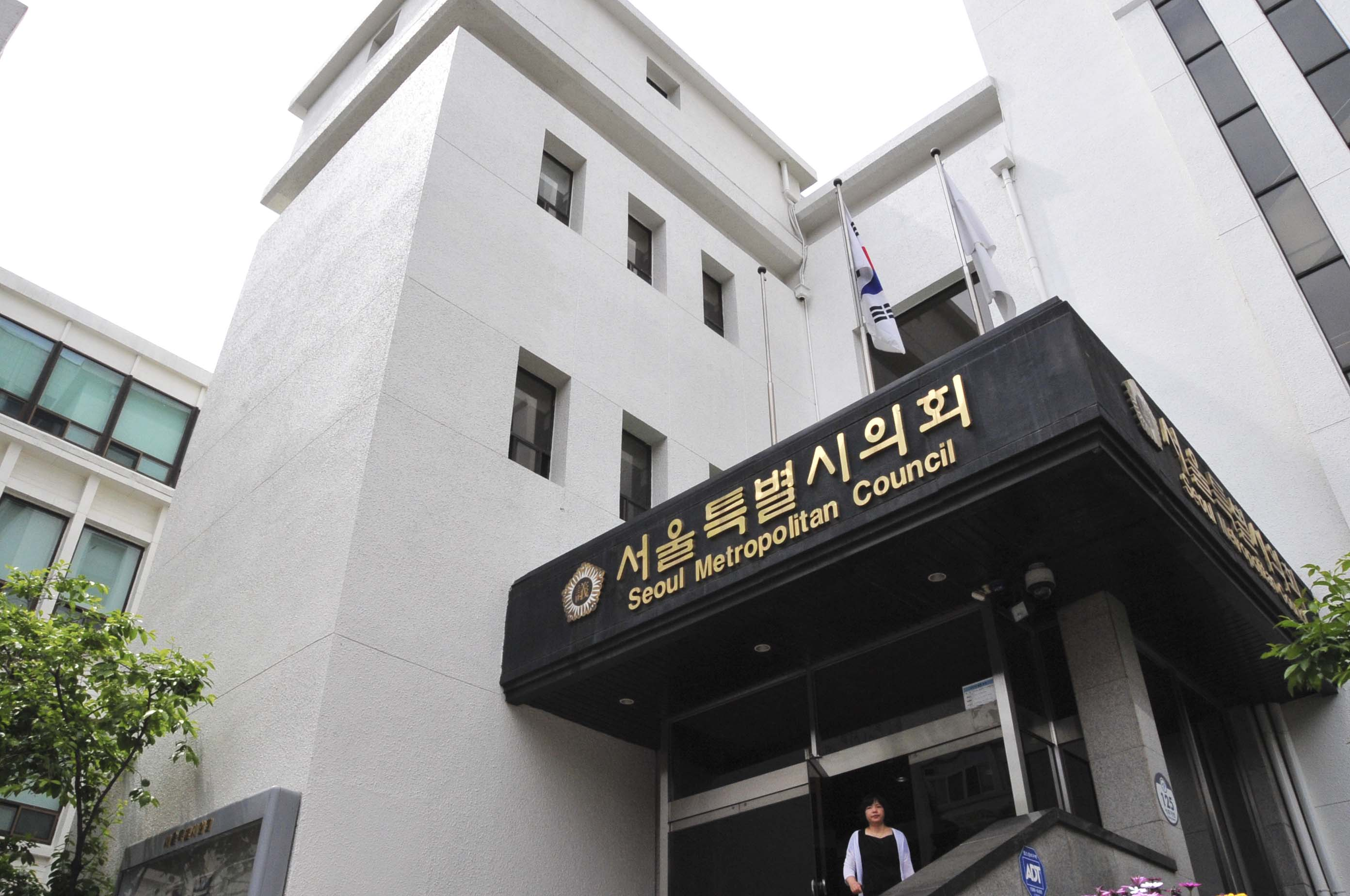
Edifício da Assembleia Nacional de Taepyeongro-gu, Propriedade Cultural Registrada nº 11, Taepyeongro 1-ga 60 Beonji nº 1, Jung-gu, Seul, edifício público multiuso concluído em 1935. Até 1975, foi usado como edifício da Assembleia Nacional, então o anexo Sejong Center for the Performing Arts, e atualmente é usado como o Conselho da Cidade Metropolitana de Seul

Existem 17 comissões permanentes que examinam projetos de lei e petições que se enquadram em suas respectivas jurisdições e desempenham outras funções, conforme prescrito pelas leis relevantes.
- Comitê Gestor da Câmara
- Comissão de Legislação e Judiciário
- Comitê de Política Nacional
- Comitê de Estratégia e Finanças
- Comitê de Ciência, TIC, Planejamento Futuro, Radiodifusão e Comunicações
- Comissão de Educação
- Comissão da Cultura, do Desporto e do Turismo
- Comissão dos Assuntos Externos e da Unificação
- Comissão de Defesa Nacional
- Comissão de Segurança e Administração Pública
- Comissão da Agricultura, da Alimentação, dos Assuntos Rurais, dos Oceanos e das Pescas
- Comissão do Comércio, da Indústria e da Energia
- Comissão de Saúde e Bem-Estar
- Comissão de Meio Ambiente e Trabalho
- Comissão dos Solos, das Infraestruturas e dos Transportes
- Comitê de Inteligência
- Comité para a Igualdade dos Géneros e a Família

### Eleição

Atribuição de lugares no âmbito do sistema eleitoral. Vermelho e verde: votação paralela; 253 assentos FPTP e 17 assentos PR. Azul: sistema de membros adicionais para 30 lugares

A Assembleia Nacional tem 300 assentos, com 253 assentos eleitorais e 47 assentos de representação proporcional. No entanto, 30 dos assentos de RP são atribuídos em sistema de membros adicionais, enquanto 17 assentos de PR usam o método de votação paralela. A idade de voto também foi reduzida de 19 para 18 anos, expandindo o eleitorado em mais de meio milhão de eleitores.

## Violência legislativa
De 2004 a 2009, a assembleia ganhou notoriedade como local frequente de violência legislativa. A Assembleia chamou a atenção do mundo pela primeira vez durante uma violenta disputa sobre o processo de impeachment do então presidente Roh Moo-hyun, quando o combate físico aberto ocorreu na assembleia. Desde então, tem sido interrompido por conflagrações periódicas, despertando a curiosidade do mundo mais uma vez em 2009, quando os membros lutaram entre si com marretas e extintores de incêndio. Desde então, a Assembleia Nacional tem medidas preventivas para evitar mais violência legislativa.

## História

### Primeira República
As eleições para a assembleia foram realizadas sob a supervisão da ONU em 10 de maio de 1948. A Primeira República da Coreia foi criada em 17 de julho de 1948, quando a constituição da Primeira República foi estabelecida pela Assembleia. A Assembleia também teve o trabalho de eleger o presidente e elegeu o anticomunista Syngman Rhee como presidente em 10 de maio de 1948.
Sob a primeira constituição, a Assembleia Nacional era unicameral. Sob a segunda e terceira constituições, a Assembleia Nacional deveria ser bicameral e consistir da Câmara dos Representantes e da Câmara dos Conselheiros, mas na prática a legislatura era unicameral porque a Câmara dos Representantes foi impedida de aprovar a lei necessária para estabelecer a Câmara dos Conselheiros.
      Conservador
      Liberal
      Progressivo
      Maioria
      pluralidade apenas
      maior minoria
| Assembleia Nacional | Partido da Maioria | Partido da Maioria | Líder da Maioria | Assentos | Orador Speaker                                                                              | Assentos | Líder da Minoria | Partidos Minoritários | Partidos Minoritários |
| ------------------- | ------------------ | ------------------ | ---------------- | -------- | ------------------------------------------------------------------------------------------- | -------- | ---------------- | --------------------- | --------------------- |
| 1º (1948)           |                    | NARRKI→AN          |                  | 55       | 1948 Rhee Syng-man (apoiado por NARRKI) 1948–1950 Shin Ik-hee (apoiado por NARRKI até 1949) | 29       |                  | PDC→PND               |                       |
| 1º (1948)           | 116                | NARRKI→AN          |                  | 55       | 1948 Rhee Syng-man (apoiado por NARRKI) 1948–1950 Shin Ik-hee (apoiado por NARRKI até 1949) | Outros   |                  |                       |                       |
|                     |                    |                    |                  |          |                                                                                             |          |                  |                       |                       |
| 2º (1950)           |                    | PND                |                  | 24       | Shin Ik-hee (apoiado pelo PND)                                                              | 24       |                  | KNP                   |                       |
| 2º (1950)           | 14                 | PND                |                  | 24       | Shin Ik-hee (apoiado pelo PND)                                                              | AN       |                  |                       |                       |
| 2º (1950)           | 148                | PND                |                  | 24       | Shin Ik-hee (apoiado pelo PND)                                                              | Outros   |                  |                       |                       |
|                     |                    |                    |                  |          |                                                                                             |          |                  |                       |                       |
| 3º (1954)           |                    | PL                 |                  | 114      | Yi Ki-bung (apoiado por PL)                                                                 | 15       |                  | PND→PD (55)           |                       |
| 3º (1954)           | 3                  | PL                 |                  | 114      | Yi Ki-bung (apoiado por PL)                                                                 | AN       |                  |                       |                       |
| 3º (1954)           | 3                  | PL                 |                  | 114      | Yi Ki-bung (apoiado por PL)                                                                 | KNP      |                  |                       |                       |
| 3º (1954)           | 68                 | PL                 |                  | 114      | Yi Ki-bung (apoiado por PL)                                                                 | Outros   |                  |                       |                       |
|                     |                    |                    |                  |          |                                                                                             |          |                  |                       |                       |
| 4º (1958)           |                    | PL                 |                  | 126      | Yi Ki-bung (apoiado por PL)                                                                 | 79       |                  | PD (55)               |                       |
| 4º (1958)           | 28                 | PL                 |                  | 126      | Yi Ki-bung (apoiado por PL)                                                                 | Outros   |                  |                       |                       |

### Segunda República
| Câmara dos Representantes | Partido da Maioria | Partido da Maioria | Líder da Maioria | Assentos | Orador Speaker                       | Assentos | Líder da Minoria | Partidos Minoritários | Partidos Minoritários |
| ------------------------- | ------------------ | ------------------ | ---------------- | -------- | ------------------------------------ | -------- | ---------------- | --------------------- | --------------------- |
| 5º (1960)                 |                    | PD (55)            |                  | 175      | Kwak Sang-hoon (apoiado por PD (55)) | 58       |                  | Outros                |                       |

| Câmara dos Conselheiros | Partido da Maioria | Partido da Maioria | Líder da Maioria | Assentos | Presidente                          | Assentos | Líder da Minoria | Partidos Minoritários | Partidos Minoritários |
| ----------------------- | ------------------ | ------------------ | ---------------- | -------- | ----------------------------------- | -------- | ---------------- | --------------------- | --------------------- |
| 5º (1960)               |                    | PD (55)            |                  | 31       | Paek Nak-chun (apoiado por PD (55)) | 27       |                  | Outros                |                       |

### Terceira República
Desde a reabertura da Assembleia Nacional em 1963 até hoje, tem sido unicameral.
| National Assembleia Nacional | Partido da Maioria | Partido da Maioria | Líder da Maioria | Assentos | Orador Speaker                  | Assentos        | Líderes da Minoria | Partidos Minoritários | Partidos Minoritários |
| ---------------------------- | ------------------ | ------------------ | ---------------- | -------- | ------------------------------- | --------------- | ------------------ | --------------------- | --------------------- |
| 6º (1963)                    |                    | PRD                |                  | 110      | Lee Hyu-sang (apoiado pelo PDR) | 41              |                    | CRP→PRD→NPD           |                       |
| 6º (1963)                    | 13                 | PRD                |                  | 110      | Lee Hyu-sang (apoiado pelo PDR) | PD (55)→PRD→NPD |                    |                       |                       |
|                              |                    |                    |                  |          |                                 |                 |                    |                       |                       |
| 7º (1967)                    |                    | PRD                |                  | 129      | Lee Hyu-sang (apoiado pelo PDR) | 45              |                    | NPD                   |                       |
|                              |                    |                    |                  |          |                                 |                 |                    |                       |                       |
| 8º (1971)                    |                    | PRD                |                  | 113      | Baek Du-jin (apoiado pelo PDR)  | 89              |                    | NPD                   |                       |

### Quarta República
| National Assembleia Nacional | Partido da Maioria | Partido da Maioria               | Líder da Maioria | Assentos | Orador Speaker                                                                 | Assentos | Líderes da Minoria | Partidos Minoritários | Partidos Minoritários |
| ---------------------------- | ------------------ | -------------------------------- | ---------------- | -------- | ------------------------------------------------------------------------------ | -------- | ------------------ | --------------------- | --------------------- |
| 9º (1973)                    |                    | PRD+Nomeados presidenciais       |                  | 146      | Chung Il-kwon (apoiado pelo PDR)                                               | 52       |                    | NPD                   |                       |
|                              |                    |                                  |                  |          |                                                                                |          |                    |                       |                       |
| 10º (1978)                   |                    | PRD+Nomeados presidenciais ↓ KNP |                  | 145      | 1978–1979 Chung Il-kwon (apoiado pelo PDR) 1979 Baek Du-jin (apoiado pelo PDR) | 61       |                    | NPD                   |                       |

### Quinta República
| National Assembleia Nacional | Partido da Maioria | Partido da Maioria | Líder da Maioria | Assentos | Orador Speaker                                                                        | Assentos | Líderes da Minoria | Partidos Minoritários | Partidos Minoritários |
| ---------------------------- | ------------------ | ------------------ | ---------------- | -------- | ------------------------------------------------------------------------------------- | -------- | ------------------ | --------------------- | --------------------- |
| 11º (1981)                   |                    | PJD                |                  | 151      | 1981–1983 Chung Rae-hyung (apoiado por PJD) 1983–1985 Chae Mun-shik (apoiado por PJD) | 81       |                    | PCD                   |                       |
| 11º (1981)                   | 25                 | PJD                |                  | 151      | 1981–1983 Chung Rae-hyung (apoiado por PJD) 1983–1985 Chae Mun-shik (apoiado por PJD) | KNP      |                    |                       |                       |
|                              |                    |                    |                  |          |                                                                                       |          |                    |                       |                       |
| 12º (1985)                   |                    | PJD                |                  | 148      | Lee Jae-hyung (apoiado por PJD)                                                       | 67       |                    | NKDP                  |                       |
| 12º (1985)                   | 35                 | PJD                |                  | 148      | Lee Jae-hyung (apoiado por PJD)                                                       | PCD      |                    |                       |                       |
| 12º (1985)                   | 20                 | PJD                |                  | 148      | Lee Jae-hyung (apoiado por PJD)                                                       | KNP      |                    |                       |                       |

### Sexta República
Maioria
      pluralidade
      maior minoria
| Mandato (Eleição) | Composição (no início) | Speaker (Orador)                                                                           | Líder da maioria no plenário | Líder da minoria (maior grupo parlamentar) | Conservador atual: PPP | Liberal atual: PD | Progressivo atual: PJ | Direita diverso | Esquerda diversa | Independente |
| ----------------- | ---------------------- | ------------------------------------------------------------------------------------------ | --- | --- | ---------------------- | ----------------- | --------------------- | --------------- | ---------------- | ------------ |
| 13º (1988)        | 70:104:125             | Kim Jae-sun (1988–90) Park Jyun-kyu (1990–92)                                              | Yoon Gil-joong (1988) Park Jyun-kyu (1988–90) Park Tae-joon (1990) Kim Young-sam (1990–92) (PJD→DLP) | Kim Dae-jung (PDP→PD91) | 125                    | 70                | -                     | 59              | 36               | 9            |
| 14º (1992)        | 97:52:149              | Park Jyun-kyu (1992–93) Hwang Nak-joo (1993) Lee Man-sup (1993–94) Park Jyun-kyu (1994–96) | Kim Young-sam (1992) Kim Jong-pil (1992–95) Lee Chun-gu (1995) Kim Yoon-hwan (1995–96) (DLP→NKP) | Kim Dae-jung (1992–93) Lee Ki-taek (1993–95) Kim Dae-jung (1995–96) (PD91→CNNP)                                                                                                   | 149                    | 97                | -                     | -               | 31               | 21           |
| 15º (1996)        | 79:81:139              | Kim Soo-han (1996–98) Park Jyun-kyu (1998–00)                                              | Lee Hong-koo (1996–97) Lee Hoi-chang (1997) Lee Man-sup (1997) Lee Hoi-chang (1997) Lee Han-dong (1997) Mok Yo-sang (1997) Lee Sang-deuk (1997–98) Ha Sun-bong (1998) Park Hee-tae (1998–99) Lee Bu-young (1999–00) (NKP→PCL) | Cho Se-hyeong (1996–99) Kim Young-bae (1999) Lee Man-sup (1999–00) Seo Young-hoon (2000) (CNNP→MDP)                                                                               | 139                    | 79                | -                     | 65              | -                | 16           |
| 16º (2000)        | 115:25:133             | Lee Man-sup (2000–02) Park Kwan-yong (2002–04)                                             | Jeon Chang-hwa (2000–01) Lee Jae-oh (2001–02) Lee Kyu-taek (2002–03) Hong Sa-duk (2003–04) (PCL) | Seo Young-hoon (2000) Kim Jung-kwon (2000–01) Han Kwang-ok (2001–02) Han Hwa-gap (2002–03) Chyung Dai-chul (2003) Park Sang-cheon (2003) Cho Soon-hyung (2003–04) (MDP)           | 133                    | 115               | -                     | 20              | -                | 5            |
| 17º (2004)        | 10:152:16:121          | Kim Won-ki (2004–06) Lim Chae-jung (2006–08)                                               | Chun Jung-bae (2004–05) Chung Sye-kyun (2005–06) Kim Han-gil (2006–07) Chang Young-dal (2007–08) Kim Hyo-seuk (2008) (PU→UDP)                                                                                                 | Kim Deog-ryong (2004–05) Kang Jae-sup (2005–06) Lee Jae-oh (2006) Kim Hyong-o (2006–07) Ahn Sang-soo (2007–08) (GNP)                                                              | 121                    | 152               | 10                    | 4               | 9                | 3            |
| 18º (2008)        | 5:81:60:153            | Kim Hyong-o (2008–10) Park Hee-tae (2010–12) Chung Eui-hwa (2012)                          | Hong Jun-pyo (2008–09) Ahn Sang-soo (2009–10) Kim Moo-sung (2010–11) Hwang Woo-yea (2011–12) (GNP→SP/NFP) | Won Hye-young (2008–09) Lee Kang-lae (2009–10) Park Jie-won (2010–11) Kim Jin-pyo (2011–12) (UDP→DP08→DUP)                                                                        | 153                    | 81                | 5                     | 32              | 3                | 25           |
| 19º (2012)        | 13:127:8:152           | Kang Chang-hee (2012–14) Chung Ui-hwa (2014–16)                                            | Lee Hahn-koo (2012–13) Choi Kyoung-hwan (2013–14) Lee Wan-koo (2014–15) Yoo Seung-min (2015) Won Yoo-chul (2015–16) (SP/NFP)                                                                                                  | Park Jie-won (2012) Park Ki-choon (2012–13) Jun Byung-hun (2013–14) Park Young-sun (2014) Kim Yung-rok (2014) Woo Yoon-keun (2014–15) Lee Jong-kul (2015–16) (DUP→DP11→NPAD→DP14) | 152                    | 127               | 13                    | 5               | -                | 3            |
| 20º (2016)        | 6:123:49:122           | Chung Sye-kyun (2016–18) Moon Hee-sang (2018–20)                                           | Woo Sang-ho (2016–17) Woo Won-shik (2017–18) Hong Young-pyo (2018–19) Lee In-young (2019–20) (PD14) | Chung Jin-suk (2016) Chung Woo-taek (2016–17) Kim Sung-tae (2017–18) Na Kyung-won (2018–19) Shim Jae-chul (2019–20) (SP/NFP→LKP→UFP)                                              | 122                    | 123               | 6                     | -               | 38               | 11           |
| 21º (2020)        | 6:180:11:103           | Park Byeong-seug (2020–2022) Kim Jin-pyo (2022-presente)                                   | Yun Ho-jung (2020–2022) Park Hong-keun (2022-presente) (PD14) | Joo Ho-young (2020–2021) Kim Gi-hyeon (2021–2022) Kweon Seong-dong (2022-presente) (UFP→PPP)                                                                                      | 103                    | 180               | 6                     | 3               | 3                | 5            |